# Joris-Karl Huysmans

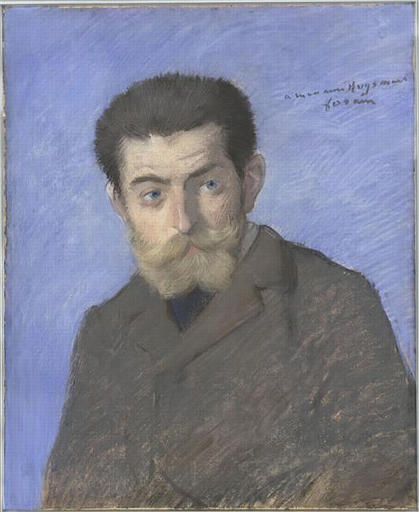
Huysmans geschilderd door Jean-Louis Forain

Charles-Marie-Georges Huysmans (Parijs, 5 februari 1848 – aldaar, 12 mei 1907) was een Frans auteur.

## Biografie
Huysmans werd geboren uit een Franse moeder, Elisabeth Badin, en een Nederlandse vader, Victor Godefridus Johannes Huijsmans (1815-1856). Zijn grootvader, Jacobus Huijsmans, was tekenleraar aan de Militaire Academie in Breda en stamde uit een Zuid-Nederlands geslacht van schilders. De Nederlandse schilder  Constant Cornelis Huijsmans was zijn oom. Om zijn Nederlandse afkomst te onderstrepen publiceerde de auteur onder de naam Joris-Karl Huysmans.
Na de vernederingen en de smart van zijn jeugd (gemarkeerd door het tweede huwelijk van zijn moeder met de protestantse zakenman Jules Og), ving hij een ambtenaarsloopbaan aan die dertig jaar zou duren.
Hij publiceerde in 1874 in eigen beheer de gedichtenbundel Le drageoir à épices. De heruitgave van het jaar daarop verscheen onder een gewijzigde titel, Le drageoir aux épices. Dankzij zijn artikel over L'Assommoir en een roman, Les Sœurs Vatard (1879), won hij Émile Zola voor zich. Hij leverde een bijdrage aan de bundel Les Soirées de Médan (1880), die het manifest wordt van de naturalistische literatuur. Zijn werken schetsen het beeld van een grijs, banaal en alledaags bestaan, zoals in En ménage (1881) en À vau-l'eau (1882), waarbij hij blijk geeft van pessimisme en van zijn weerzin voor een moderne, door "janhagel en zwakhoofdigen" bevolkte wereld.
In 1884 keerde hij Zola de rug toe met de publicatie van zijn roman À rebours (Tegen de keer). Dankzij Mario Praz' beroemde studie The romantic Agony is deze roman bekend geraakt als de bijbel van het decadentisme.
In 1891 publiceerde hij de satanische roman Là-bas (Uit de diepte), rond het historische personage Gilles de Rais. Een hoofdpersonage uit deze roman weerspiegelt eveneens Huysmans' persoonlijke evolutie; een satanische wording, waar occultisme en sensualiteit voorafgaan aan zijn bekering tot het christelijke geloof (La Cathédrale (1898) en L'Oblat, (1903)) waartoe esthetische overdenkingen hem brengen. Vanaf dan zouden alleen nog maar rooms-katholiek geïnspireerde werken verschijnen.
Onder zijn "katholieke" romans: L'Oblat, gebaseerd op zijn eigen toetreding als oblaat van de benedictijnen, en later Les foules de Lourdes (De menigten van Lourdes) over Maria en de wonderen in Lourdes, waar Huysmans indirect afrekent met Émile Zola en diens boek Lourdes (1894). Daarnaast herschreef hij in tijdschriftartikelen het leven van Lidwina van Schiedam. Dit leidde tot een heropleving van de verering van deze heilige. Als dank hiervoor heeft het Schiedamse gemeentebestuur een straat naar hem genoemd. Huysmans stierf als volledig ingetreden kloosterling in de pij van een benedictijner broeder aan de gevolgen van long- en botkanker, veroorzaakt door zijn jarenlange kettingroken.

## Betekenis in de literatuur
Na met de naturalisten gebroken te hebben werd Huysmans een van de iconen van het symbolisme. In À rebours beschrijft hij een man die zich volledig afzondert van de wereld en zich enkel omringt met mooie voorwerpen. De neiging naar het kunstmatige van de held, Des Esseintes, is in wezen een streven naar het ideaal dat ook Huysmans zelf nastreeft. Met zijn werken verenigt Huysmans het symbolisme met het decadentisme en het estheticisme; hij mag zo met recht de 'afronding' van de 19e eeuw genoemd worden.
Het nastreven van dat ideaal zet zich om in zijn bekering tot het katholicisme, een intiem proces dat hij beschrijft in Gilles de Rais: een evolutie vanuit zijn eigen kunstzinnige demarche, gekenmerkt door een hang naar het vreemde, afwijkende en decadente (En route, 1895). Hij werd hierbij geïnspireerd door het talent van de impressionisten Edgar Degas, Claude Monet, Camille Pissarro en Odilon Redon, die hij in L'Art moderne (1883) had verdedigd. 
Zijn roman La Cathédrale vormt een keerpunt in zijn literaire productie en sindsdien staat hij ook in de canon van de Franse katholieke literatuur.
De bekering van Huysmans was geen unicum. Heel wat Franse auteurs bekeerden zich tegen het einde van de negentiende en het begin van de twintigste eeuw tot het katholiek geloof. Onder hen: Paul Bourget, Charles Péguy, Ferdinand Brunetière, Paul Claudel, Jacques Maritain, Ernest Psichari, Henri Ghéon, Georges Bernanos, Leon Bloy, François Mauriac, zelfs korte tijd Jean Cocteau. 
De publicatie in 2015 van de roman Soumission van Michel Houellebecq, waarin de hoofdpersoon een universitair docent gespecialiseerd in Huysmans is, die zich in de voetsporen van Huysmans bekeert tot de islam, leidde wereldwijd tot een hernieuwde belangstelling voor het werk van Huysmans.

## Nederlandse vertalingen
- Marthe (vert. Patrick Vandenbempt en Rudi Horemans). Antwerpen: Dedalus, 1989.
- Op drift (À vau-l’eau, vert. Wim Raven). Amsterdam: Athenaeum - Polak & Van Gennep, 1979.
- Tegen de keer (À rebours, vert. Jan Siebelink). Amsterdam: Athenaeum - Polak & Van Gennep, 1977.
- Uit de diepte (Là-bas, vert. Geerten Meijsing & Kees Snel). Amsterdam: de Arbeiderspers, 1990.
- Lourdes en de massa (Les Foules de Lourdes, vert. Hèlène van Hoogstraten). Schoorl: Conserve, 1992.
- Matthias Grünewald. Complete editie van zijn schilderijen (Trois primitifs) Zeist: W. de Haan, 1958.
- In Holland (En Hollande, vert. Rosalien van Witsen) Amsterdam, Athenaeum - Polak & Van Gennep, 2001.
- Verlaten (En rade, vert. Patrick Vandenbempt) Antwerpen, Dedalus, 1989
- Voorkeuren (Certains, vert. Piet Meeuse) Amsterdam, Voetnoot, 2001
- De pensionering van meneer Bougran (La Retraite de Monsieur Bougran, vert. Walter van der Star), De Wilde Tomaat, 2019
- Aan de vrouw (En ménage, vert. Martin de Haan & Rokus Hofstede), Lebowski, 2019